# Hyloxalus exasperatus
Hyloxalus exasperatus es una especie de anfibio anuro de la familia Dendrobatidae.

## Distribución geográfica
Esta especie es endémica del Ecuador. Habita en las provincias de Morona-Santiago y Pastaza entre los 970 y 1980 m sobre el nivel del mar en la vertiente oriental de la Cordillera Oriental y en la Cordillera de Cutucú.

## Publicación original
- Duellman & Lynch, 1988 : Anuran amphibians from the Cordillera de Cutucu, Ecuador. Proceedings of the Academy of Natural Sciences of Philadelphia, vol. 140, n.º 2, p. 125-142.[5]